# زامبيا في الألعاب الأولمبية
زامبيا في الألعاب الأولمبية الألعاب الأولمبية هي من أهم الأحداث الرياضية في زامبيا، تقوم اللجنة الأولمبية الزامبية بالإشراف في شؤون مشاركة زامبيا في الألعاب الأولمبية، شاركت زامبيا أول مرة في الألعاب الأولمبية في دورة 1964 كجزء من روديسيا وشاركت في دورة 1968 كدولة مستقلة،  فازت زامبيا في مشوارها في الألعاب الأولمبية بميداليتين واحدة ذهبية وواحدة فضية. وأكثر الرياضات التي نافست فيها زامبيا هي ألعاب القوى و الملاكمة.